# Aero Vodochody
Az Aero Vodochody csehszlovák, majd cseh repülőgépgyár Prágában. 1919-ben alapították. Az 1920-as évek végétől az 1950-es évek elejéig a repülőgépek mellett személygépkocsikat, valamint a második világháború utáni években kis mennyiségben teherautókat is gyártott.  A gyár egyik legismertebb terméke az L–39 Albatros gyakorló repülőgép és annak továbbfejlesztett változatai. Több külföldi repülőgép- és helikoptertípushoz is gyárt részegységeket. A cég vezérigazgatója 2021 októberétől Viktor Sotona.

## Tulajdonosi szerkezet
A céget 1998-ban privatizálták. 2006-tól a szlovák Penta Investments befektetési cég volt a tulajdonosa. 2020-ban a Penta 100%-os tulajdonrészét a Magyarországon bejegyzett AERO Investment Partners Zrt. vásárolta meg, amely egy magyar és egy cseh üzletember tulajdonában van. 2021 októberében a tulajdonosi szerkezet ismét átalakult. A közvetlen tulajdonos a HSC Aerojet Zrt. lett, a vállalatban 80 százalék magyar, míg 20 százalék a cseh Omnipol társaság kezében van. 2022 szeptember végén került nyilvánosságra, hogy a csehországi Aero Vodochody a.s. repülőgépgyár 80%-os tulajdon részét áttételesen birtokló HSC Aerojet Zrt. a magyar állam tulajdonába került. Az illetékes miniszter az állami tulajdonosi jogok gyakorlójaként az N7 Holding Nemzeti Védelmi Ipari Innovációs Zrt.-t jelölte ki.

## Története

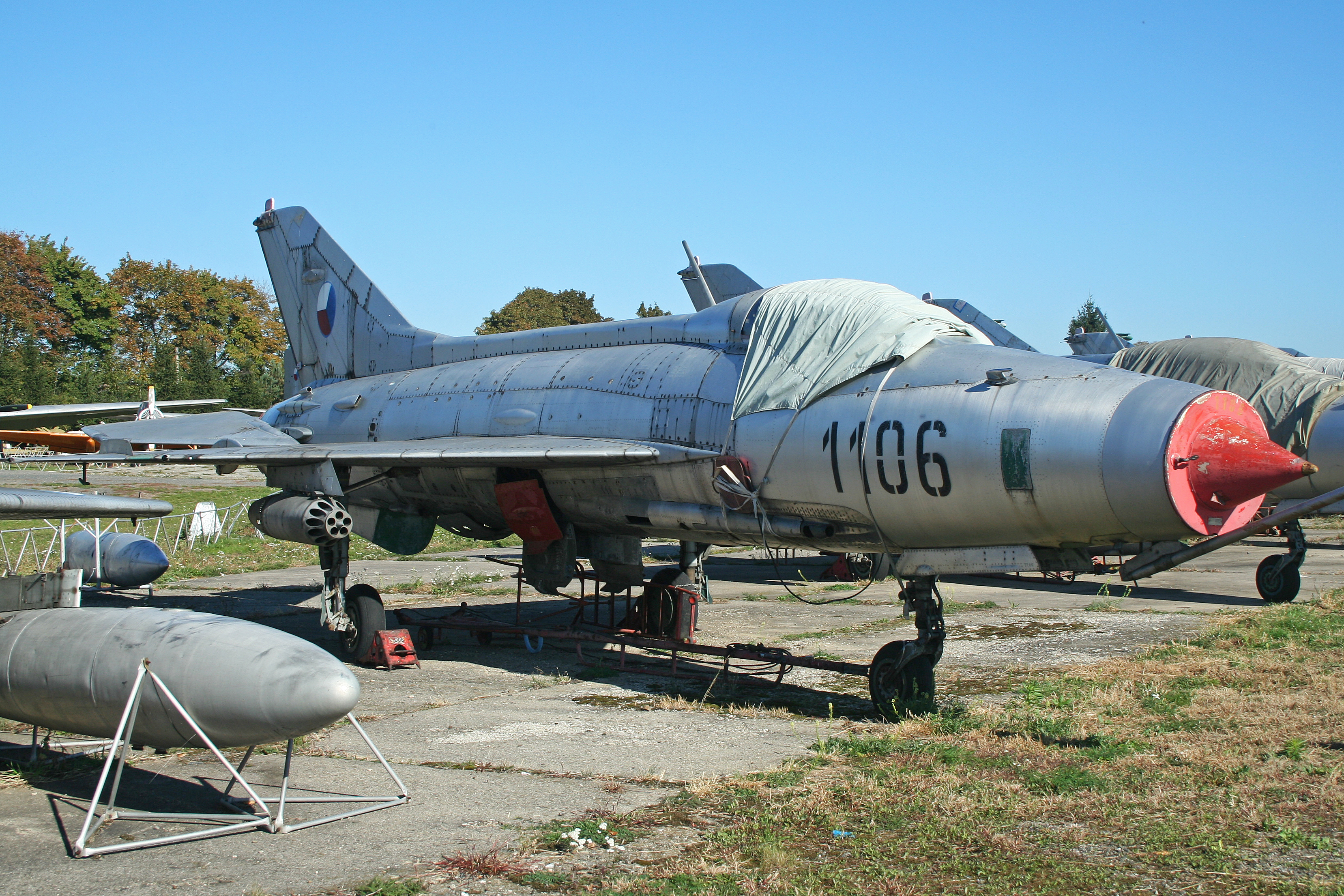
Aero S–106 (MiG–21F–13)

### A kezdeti időszak
A repülőgépgyárat 1919. január 10-én alapította Vladimír Kabeš AERO néven Prága Bubeneč  városrészében több befektetővel együtt, az egykori Röhrs gyár helyén. Az induláshoz a Živnostenská banka nyújtott hitelt. Az első telephelyét a cég hamar kinőtte és átköltözött a főváros Holešovice városrészébe, ahol a német Al-Ma repülőgépjavító cégtől bérelt épülteket, majd meg is vette azokat. 1920 végén a cégnek 150 alkalmazottja volt. 1921. november 5-én éjszaka tűz ütött ki a gyárban és több épület megsemmisült, többek között a prototípusok építésére használt műhely. A helyhiány miatt a repülőgépgyár tevékenységét más helyekre kellett áttelepíteni. Az Aero első, fából készült összeszerelő hangárjait Prága akkori repülőterétől, a Kbelyi repülőtértől délnyugatra építették fel az 1920-as évek elején. 1922-ben a tulajdonosi szerkezet átalakult, Kabeš maradt a cég egyetlen tulajdonosa, a cég neve pedig Aero, továrna letadel Dr. Kabeš lett. 1923-ban készült el a cég első, nagy méretű, 1300 m² modern üzemcsarnoka Vysočany középső részén. Ebben az időben már 570 dolgozója volt a cégnek. A Kbelyi repülőtérnél lévő hangárokat a repülőgépek végszerelésére használták, amihez a részegységek a Vysočanyban lévő üzemcsarnokban készültek.
1920-ban lépett be a céghez Antonín Husník, aki kezdetben tervezőként dolgozott. Az Aero első modelljeit Antonín Vlasákkal közösen alkották meg. 1924-ben Husníkot nevezték ki az Aero műszaki igazgatójává és második világháború végéig az ő tevékenysége határozta meg az Aero fejlesztéseit.

### A két világháború között
A cég kezdetben csak katonai repülőgépeket gyártott. Első típusa a Hansa-Brandenburg B.I volt, melyet licenc alapján készített. Ennek módosított változata volt az Aero Ae–01, melyet az Aero már saját jelzéssel készített. Az 1920-as években jelentek meg ennek továbbfejlesztett változatai, az A–11 és A–12. 1920-ban készült el a cég első saját tervezésű repülőgépe, a kétfedelű Aero Ae–02 vadászrepülőgép. A gépből csak egy prototípus készült, sorozatban nem gyártották, de fejlesztési alapul szolgált az Aero későbbi vadászrepülőgépeihez. 1938-ig az Aero összesen 38 repülőgéptípust fejlesztett ki, melyek közül 25-öt sorozatban gyártottak. Többségük katonai repülőgép volt, de voltak közöttük polgári repülőgépek is. A saját konstrukciók mellett licenc alapján külföldi repülőgépek is készültek az Aerónál. Ilyen volt a brit DH.50 utasszállító, amelyből 1925-ben hét darabot gyártottak a ČSA számára, valamint a francia MB–200 bombázó. Utóbbit az Aero mellett az Avia repülőgépgyár is gyártotta Csehszlovákiában az 1930-as évek második felében. Az A–32 és az A–11 repülőgépek finn exportra készültek.
1929-től személygépkocsikat is gyártott. Első modellje az Aero 10 (később Aero 500, a motor hengerűrtartalma után) volt, amelyből 1360 darab készült. Ezt követte 1931-ben az Aero 18 (Aero 660), majd 1933-ban az Aero 20 (Aero 1000), 1934-ben az Aero 30 és 1936-ban az Aero 50.

### A második világháború alatt
Csehszlovákia 1939-es német megszállása után a repülőgépgyár német felügyelet alá került. Ekkor a Kbleyi katonai repülőtér is német használatba került, ahol a Luftwaffe repülő iskolája működött. Emiatt a repülőteret ki kellett bővíteni és az Aero ottani hangárjait is el kellett költöztetni. Az Aero III. és VI. hangárját 1940-1941-ben áttelepítették a közeli Letňanyi repülőtér mellé. Mellettük további két hangárt, a IV. és az V. hangárt is a Letňanyi repülőtér melletti területen építették fel. A hangárok mellett további épületek, műhelyek és kiszolgáló létesítmények készültek el, és itt folyt a repülőgépek végszerelése, a berepülés előtti ellenőrzés, valamint a repülésre történő felkészítés.
A német időszakban az Aero fő gyártmánya a Siebel cég Si 204 könnyű szállító repülőgépe volt. Az első, Aero által gyártott repülőgép 1941 márciusában szállt fel. Emellett gyártották a Focke-Wulf FW 189 felderítő és könnyű bombázó repülőgépet is, melyből 337 darab készült az Aerónál. A német időszakban a szovjet SZB–2-es bombázót is gyártotta az Aero B–71 típusjelzéssel. Ennek a gépnek a gyártási jogát még 1938-ban vásárolta meg Csehszlovákia a Szovjetuniótól és az Avia repülőgépgyárban tervezték beindítania a csehszlovák szabványokra adaptált változatának a gyártását. A német megszállásig azonban egy befejezett példány sem készült el, az Aerónál azonban 111 darabot gyártottak 1939–1941 között a Luftwaffe számára.
1945-ig az Aeronál zavartalanul folyt a német repülőgépek gyártása. 1945 márciusában érte szövetséges légitámadás a gyárépületeket. Az üzem nem szenvedett komoly károkat és a szárazföldi harcok is elkerülték, így a repülőgépgyár kisebb károkkal átvészelte a háborút.

### A második világháború után
A második világháború után az Aero 1949-ig folytatta egyes német típusok gyártását. Ezek között volt a háború alatt is ott gyártott Si 204-es, amelyet a csehszlovák légierő Aero C–3 típusjelzéssel használt. Szintén az Aero gyártotta a német Bücker Bü 131 Jungmann iskola-repülőgépet, amely a háború után Aero C–4 jelzéssel készült Csehszlovákiában. (Ezt a gépet a második világháború előtt a Ringhoffer-Tatra cég is gyártotta Tatra T–131 típusjelzéssel).
A világháború utáni első saját repülőtípus az Aero Ae–45 volt, amely elrendezésében és megjelenésében emlékeztet a Si 204-re, de önálló konstrukció volt. Az 1947-ben tervezett Ae–45 gyártása 1949-ben kezdődött.
Az Aero a második világháború után rövid ideig folytatta a személygépkocsik gyártását is. 1946-ban a Jawa beszüntette az autógyártást és csak motorkerékpárokat gyártott tovább. A Jawa által tervezett, a Jawa Minor gépkocsi továbbfejlesztésével létrehozott, egy 615 cm³-es, kétütemű motorral felszerelt Jawa Minor II személygépkocsit az Aero készíttette Aero Minor néven. A futóművet és a motort a Walter gyártotta, míg a karosszéria előállítása és a végszerelés az Aerónál történt. Rövid ideig, 1946-1947-ben Škoda 150 tehergépkocsit is gyártott a cég Aero 150 néven.

### A szocialista időszak Vodochodyban
Az 1950-es évek elején született döntés a szovjet sugárhajtású vadászrepülőgépek csehszlovákiai licencgyártásáról. Ehhez nagyobb, modernebb gyártóbázisra volt szükség. Erre a célra új gyárat építettek az Aero számára Prága közelében, a Kelet-prágai járásban fekvő Vodochodyban, ahová a cég 1953-ban költözött át. Ezzel egy időben mellette egy gyári repülőteret is létrehoztak. A Letňanyiban lévő hangárakból és épületekből kiköltözött az Aero. Az ottani épületeket és hangárakat egyrészt a csehszlovák légierő használta repülőgép-javításra, a gyár egy részét pedig az Avia repülőgépgyár használta az általa licenc alapján készített Il–14-es utasszállító repülőgép gyártásához.
1954-ben kezdte el az Aero licenc alapján a szovjet MiG–15-ös sugárhajtású vadászrepülőgép gyártását Aero S–102 típusjelzéssel. Emiatt az Ae–45 gyártását áthelyezték a kunovicei Let repülőgépgyárba. A MiG–15-nek a kétüléses UTI-MiG–15 változata (Aero CS–102), valamint a továbbfejlesztett MiG–15bisz (Aero S–103) változata is készült az Aerónál. Minden változatát beleszámítva 1954–1962 között összesen 3405 darab MiG–15-ös készült az Aerónál. Ezeket további MiG típusok licencgyártása követte. Így a MiG–17PF-é (Aero S–104), a MiG–19SZ-é (Aero S–105, 103 darab 1958–1962 között) és a MiG–21F–13-é (Aero S–106). A MiG–21-ből 1962–1972 között 194 db-ot építettek. A Csehszlovákiában gyártott MiG vadászrepülőgépek gyártási minőségben jelentősen felülmúlták a szovjet építésű gépeket.
Az Aerónál kezdték el az L–60 Brigadýr futár- és többcélú repülőgép fejlesztését, melyet a Fieseler Fi 156 csehszlovák változata, a Mráz K–65 Čáp utódának szántak. Kapacitásproblémák miatt a tervezés azonban már az egykori Beneš-Mráz cégből létrejött Orličan repülőgépgyárban fejeződött be és a sorozatgyártása is ott történt 1955–1959 között.
Az 1960-as években egy egységesített kiképző és gyakorló gépet kerestek a Varsói Szerződés légierői számára. A pályázatra három gép készült, a szovjet Jak–30, a lengyel TS–11 Iskra, valamint a csehszlovák L–29 Delfín. Az összehasonlító teszteken a csehszlovák gép lett a győztes, így ezt választották az Varsói Szerződés egységes sugárhajtású kiképző repülőgépének. Lengyelország azonban mégsem rendszeresítette, hanem a saját TS–11 Iskra gyártását kezdte el. Az L–29 Delfin nullszériáját 1962-től gyártották az Aerónál. A sorozatgyártás 1974-ig tartott, az Aero 3665 db-ot, míg a Let 1722 darabot gyártott a Delfínből.
1971-től a Delfínt leváltó új kiképző gép, az L–39 Albatros gyártása kezdődött el az Aerónál, majd ezt követte az 1990-es évek elejétől a modernizált változata, az L–59, és a továbbfejlesztett L–159 ALCA. Az L–39 Albatros a Delfínhez hasonlóan sikeres típus lett.

### A Cseh Köztársaságban
Az 1990-es évek elején, a szocialista országok átalakulása után az Aero hagyományos piacai bezárultak. A céget először 1998-ban privatizálták.  Kezdetben a Boeinggel működött együtt, a Boeing a részvények 35%-át vásárolta meg. Ebben az időszakban a cég a Boeing 757, a Boeing 767 és az F–18 Super Hornet egyes alkatrészeit gyártotta.
A részegység-gyártás mellett a saját típusok fejlesztése is folytatódott. 2000-ben repült először az Aero Ae 270 Ibis könnyű többcélú szállító repülőgép, amelynek fejlesztésében az Aero a tajvani  Aerospace Industrial Development Corporation céggel működött együtt és erre a célra közös vállalatot is létrehoztak Ibis Aerospace néven. Az Ae 270-nek azonban csak négy prototípusa készült el, a cég üzleti stratégiájának megváltozása miatt a sorozatgyártása nem indult el.
A cseh kormány 2004-ben kivásárolta a Boeing részesedését és az Aero újra cseh állami vállalat lett.
2006-ban újra privatizálták a gyári repülőtérrel együtt. A céget a cseh és szlovák Penta Investment befektetési cég vásárolta meg. Ezt követően új alapokra helyezték az iparági együttműködést. 2015-ig az Aero fő partnere a Sikorsky volt. Ennek keretében az Aero az S–76 helikopter egyes részegységeit gyártja. 2007-ben kezdődött az Aero és az olasz Alenia Aeronautica együttműködése, melynek keretében az Aerónál készítik a C–27 Spartan közepes szállító repülőgép szárnyközéprészét (centroplán). Emellett 2008-tól az Aerónál készülnek az Embraer 170 és 190-es utasszállítók ajtajai. A cég a Boeing számára továbbra is végez részegység-gyártást.
A cég legújabb modellje az L–159-es továbbfejlesztett változata, az F/A–259 Striker harcászati vadászrepülőgép, melyet az Aero az izraeli IAI céggel közösen készített. Az L–39 felújított, modernizált változata a 2017-ben bemutatott L–39NG. Az L–39NG fejlesztési projektjét az Omnipol finanszírozza, amely 2015-től az Aero stratégiai partnere.
A cég forgalma 2016-ban 5,1 milliárd, 2017-ben 3,8 milliárd cseh korona volt. Adózott nyeresége 2016-ban 39,2 millió korona, 2017-ben -5,9 millió cseh korona volt.
2020 májusában a szlovákiai Penta befektetési cégtől az Aero 100%-os tulajdonrészét  a Magyarországon bejegyzett AERO Investment Partners Zrt vásárolta meg, amelynek 51%-ban Tombor András magyarországi üzletember, 49%-ban a csehországi AERO International s.r.o. a tulajdonosa.
2021 októberében a tulajdonosi szerkezet ismét átalakult. A közvetlen tulajdonos a HSC Aerojet Zrt. lett, a vállalatban 80 százalék magyar, míg 20 százalék a cseh Omnipol társaság kezében van.
Utóbbi cég a hadiipari technológiák kereskedelmével és projektek finanszírozásával foglalkozó, Richard Háva üzletember és vállalkozó érdekeltségébe tartozó Omnipol csoporthoz tartozik. A tulajdonosváltást követően az Aero operatív irányítását az Omnipol végzi.
2022 szeptemberében AERO Vodochody AEROSPACE a.s. repülőgépgyártó vállalat 80%-os tulajdonrészét áttételesen birtokló HSC Aerojet Zrt. a magyar állam tulajdonába került. Az illetékes miniszter az állami tulajdonosi jogok gyakorlójaként az N7 Holding Nemzeti Védelmi Ipari Innovációs Zrt.-t jelölte ki, amely a magyar állami tulajdonú hadipari vállalatokat hivatott összefogni.

## Stará Aerovka
Az Aero repülőgépgyárnak a Letňanyi repülőtér melletti gyártelepe napjainkban Stará Aerovka néven ismert. A fennmaradt épületek 2011-től a cseh kulturális örökség részét képezik és védettség alatt állnak. A gyárépületek a repülőgép-javítással foglalkozó LOM Praha cég tulajdonában állnak, amely a Cseh Hadtörténeti Intézettel közösen 2014-ben programot indított a gyárépületek és hangárok felújítására, amely a Kbelyi Repülési Múzeum kiállítóhelyeként szolgál. Az első ütemben 2016-ban a IV. és az V. hangárt újították fel teljesen. Az 1941-ben épült V. hangár az 1940-es években a Junkers gyárak által használt szabványos hangár. A IV. hangár az Osztrák–Magyar Monarchiában használt első világháborús szabványos fa hangár. Utóbbiban az Aero repülőgépgyár történetét mutatják be és ott kaptak helyet az L–29 és L–39 repülőgépek első repülőképes prototípusai is.

## Gyártmányai

### Járművek
- Aero 10
- Aero 18
- Aero 20
- Aero 30
- Aero 50

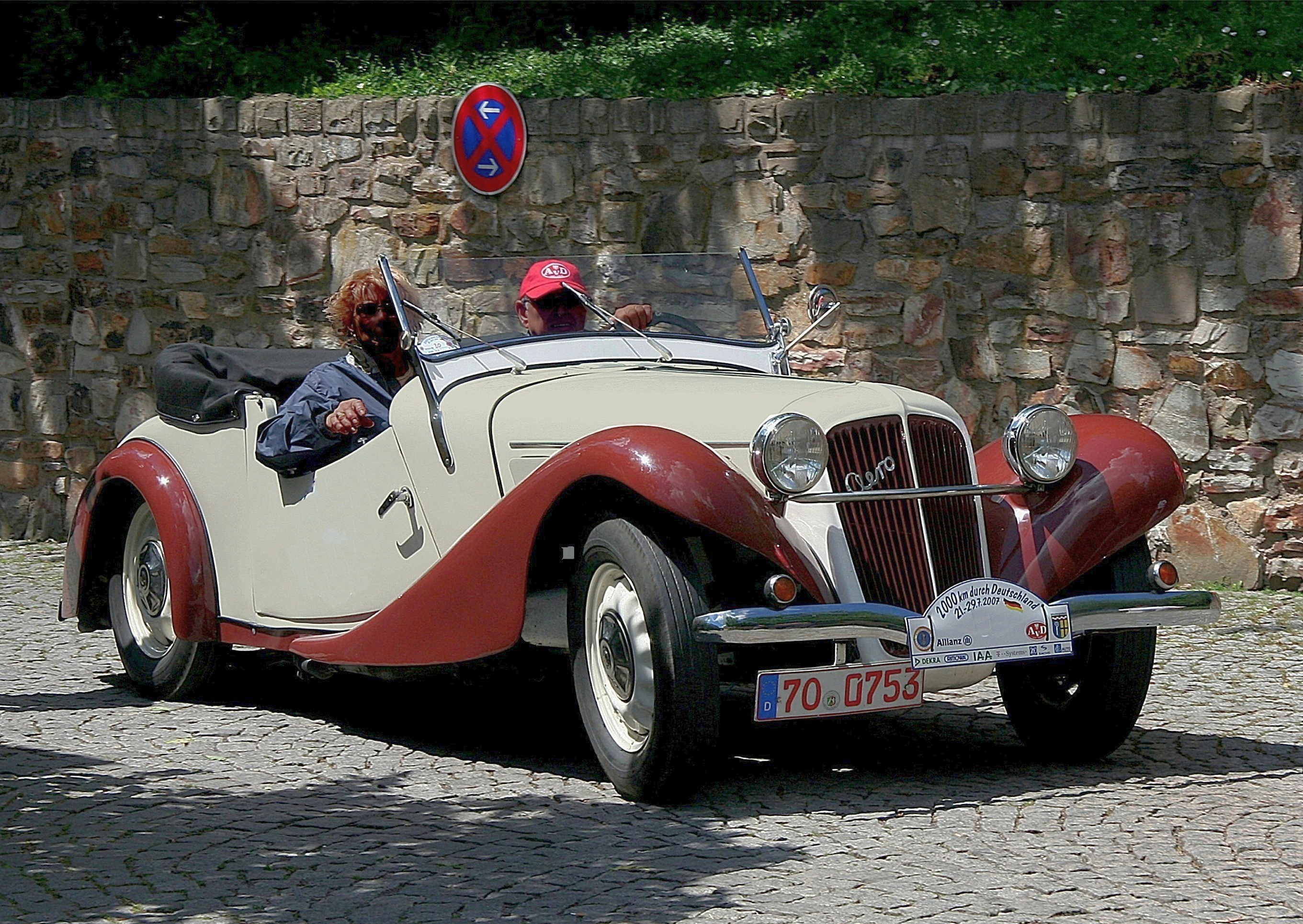
Aero 30

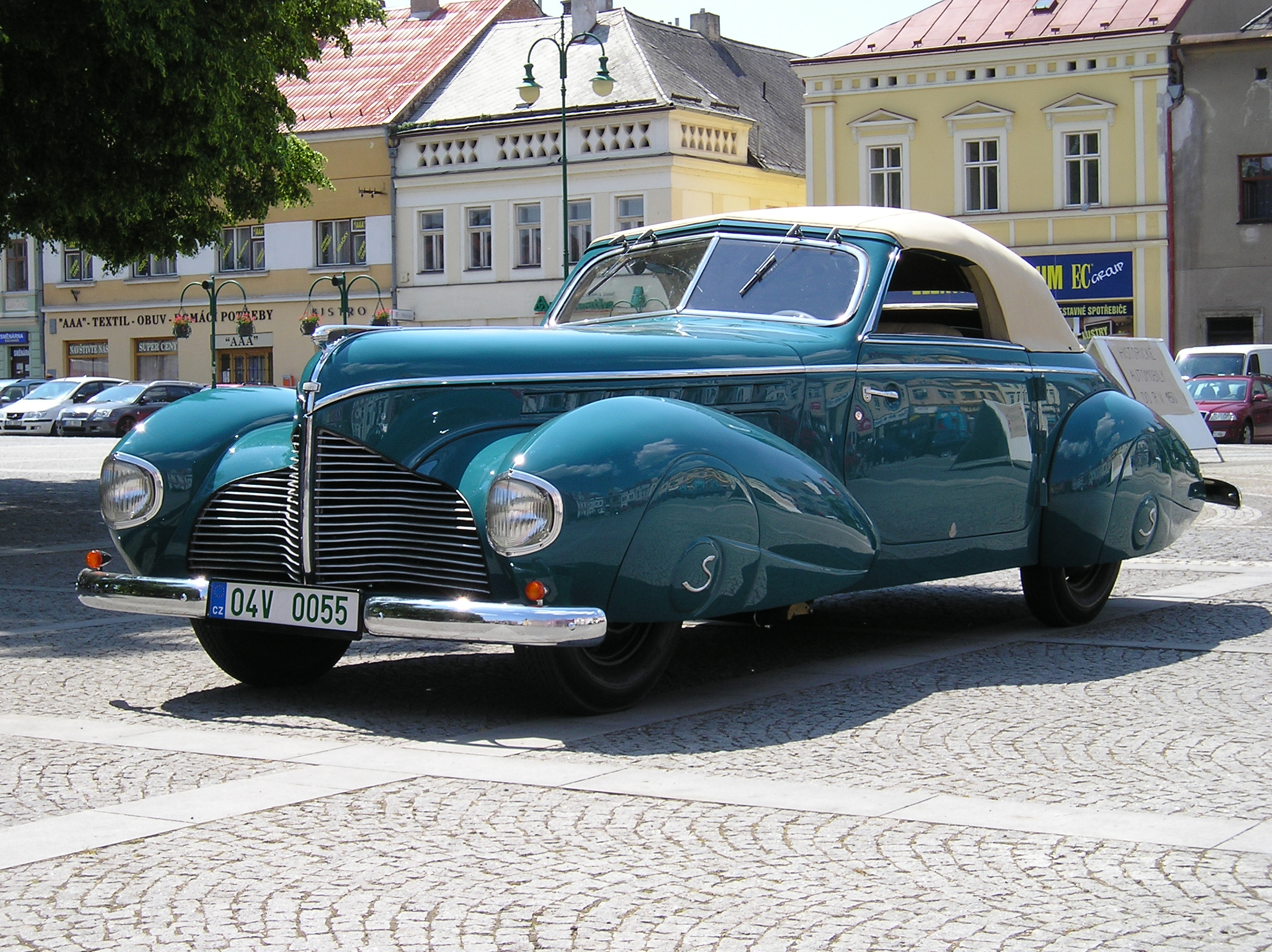
Aero 50 a Sodomka által készített egyedi karosszériával

- Aero 150 – tehergépkocsi, 1946–1947 (Škoda 150)
- Aero Pony
- Aero Rekord
- Aero Minor

### Repülőgépek

#### Második világháború előtti típusok

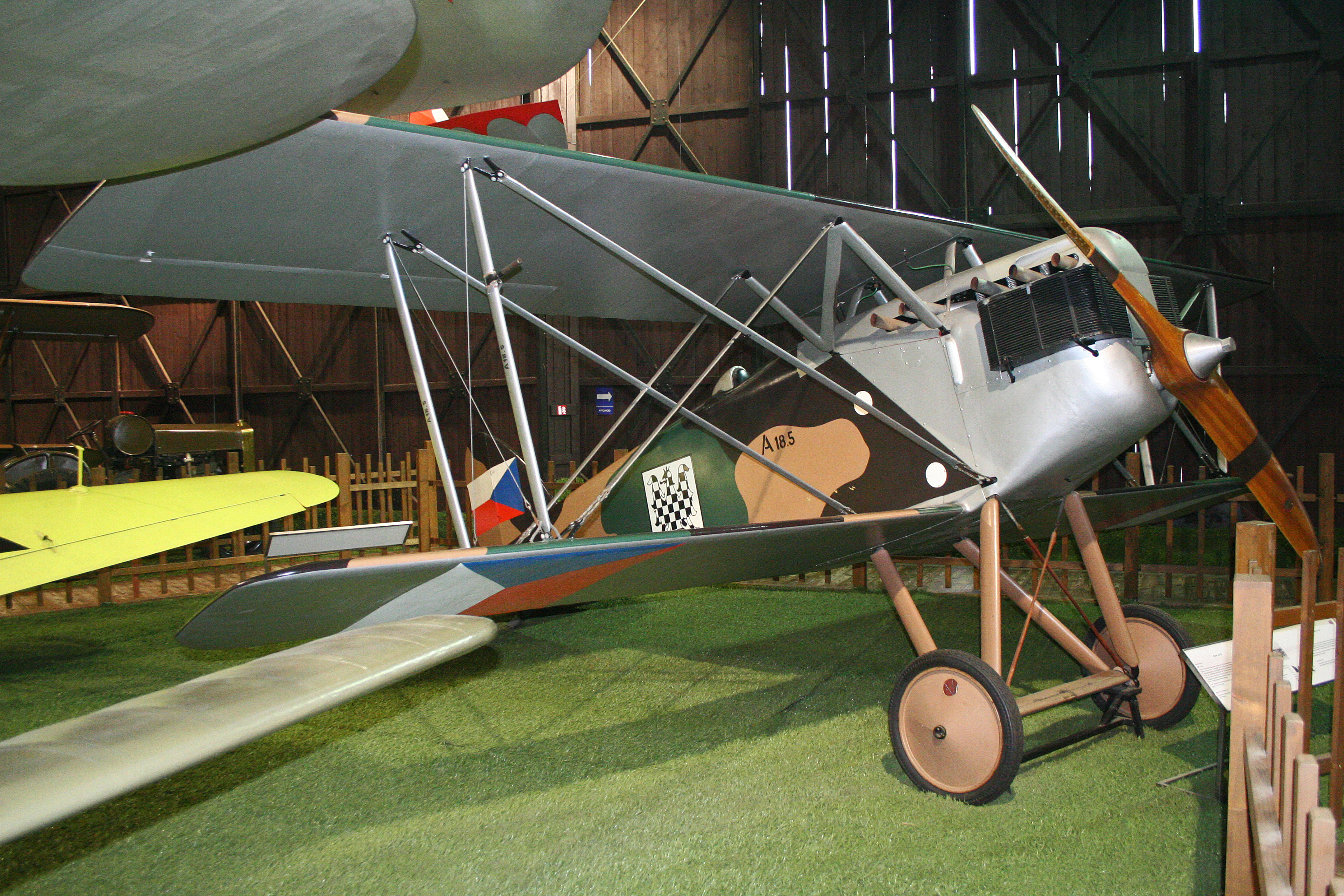
Aero A–18 replika

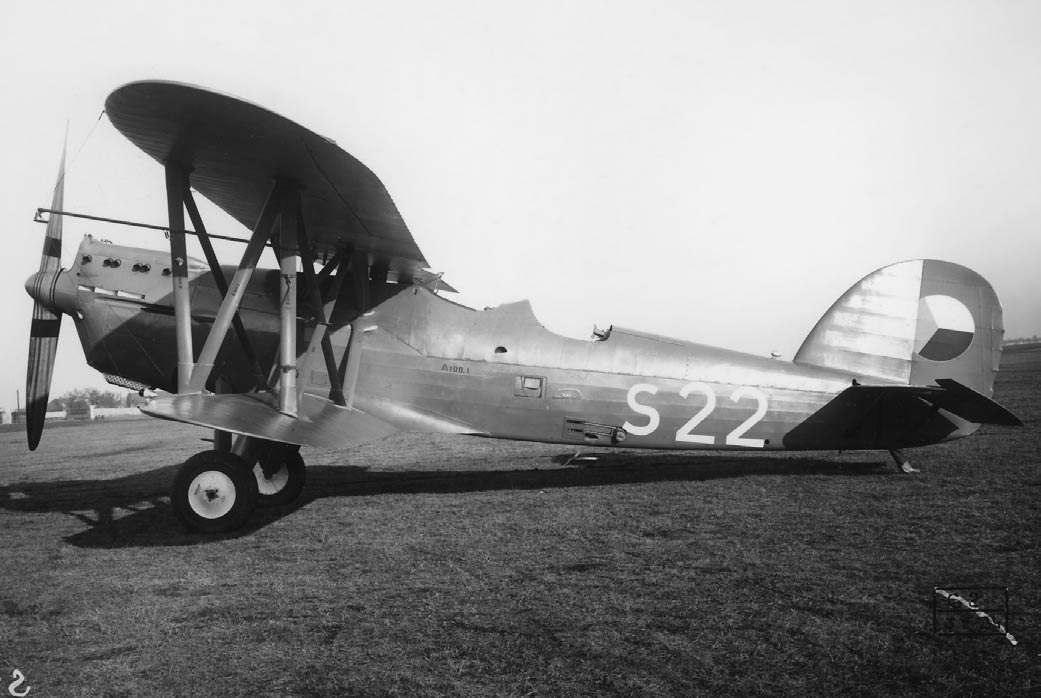
Aero A–100 felderítő és könnyű bombázó repülőgép

- Aero Ae–01
- Aero Ae–02
- Aero A–10
- Aero A–11
- Aero A–12
- Aero A–14
- Aero A–17
- Aero A–18
- Aero A–19
- Aero A–20
- Aero A–21
- Aero A–25
- Aero A–22
- Aero A–23
- Aero A–24
- Aero A–26
- Aero A–29
- Aero A–30
- Aero A–32
- Aero A–34
- Aero A–42
- Aero A–100
- Aero Ab–101
- Aero A–102
- Aero A–104
- Aero A–200
- Aero MB–200
- Aero A–204
- Aero A–300
- Aero A–304
- De Havilland DH–50

#### Második világháború alatti és utáni típusok
- Bücker Bü 131 (C–4, C–104)
- Focke-Wulf Fw 189
- Siebel Si 204 (C–3, C–103)
- Aero Ae–45
- Aero Ae–50
- Aero HC–2 Heli Baby

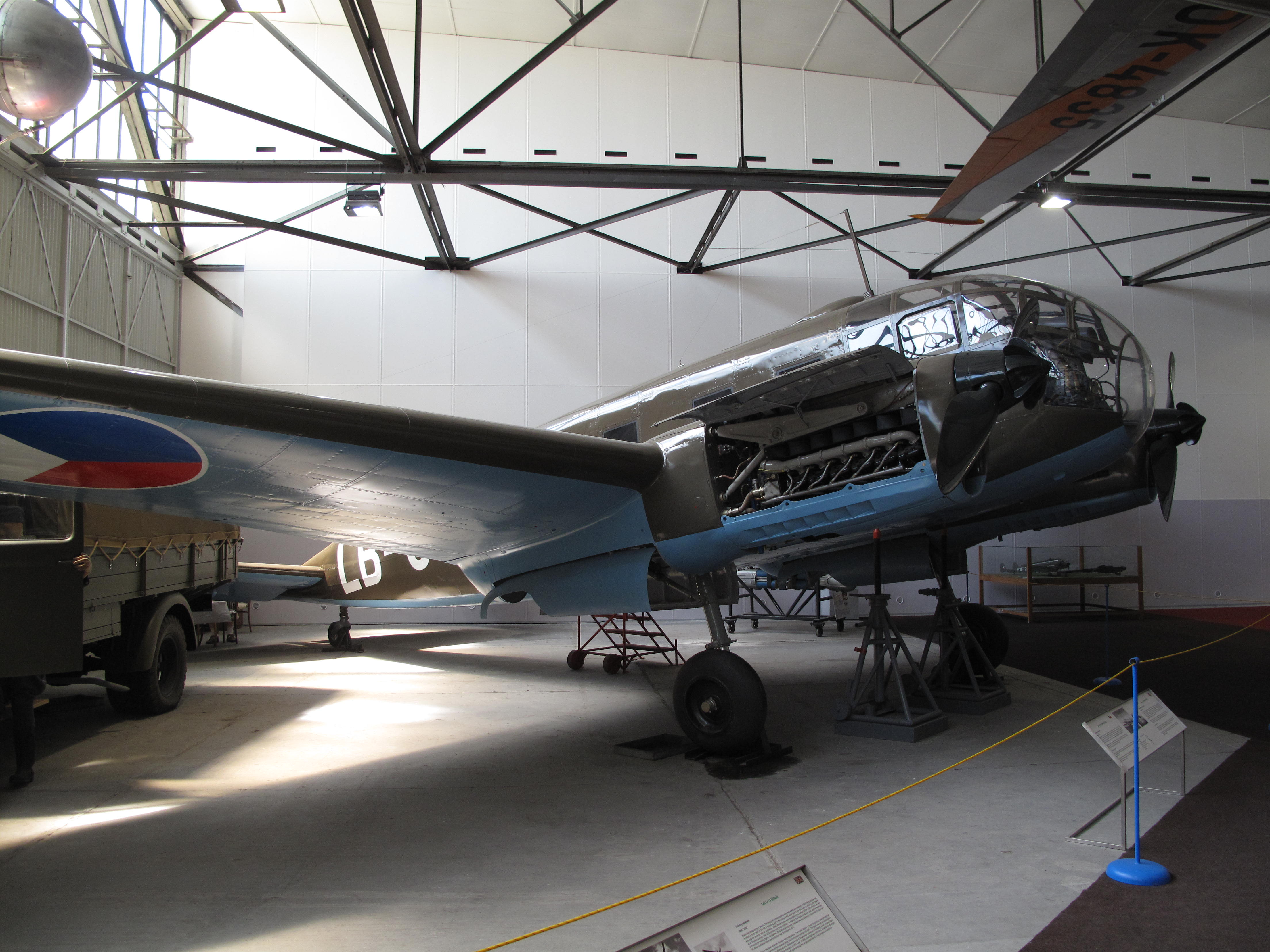
Aero C–3A

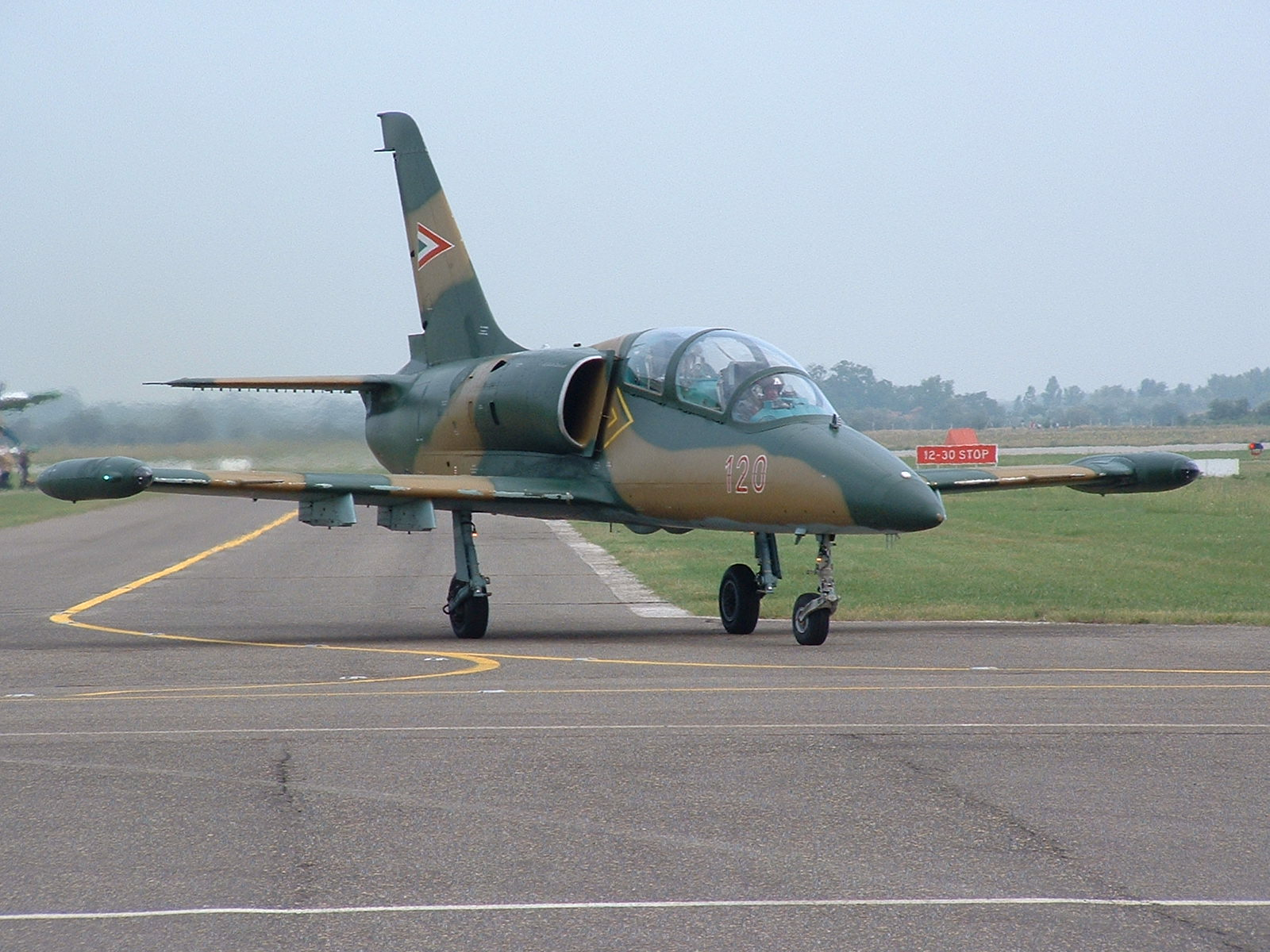
Aero L–39 Albatros

- Aero L–60 Brigadýr (csak a fejlesztés első szakasza folyt az Aerónál, a sorozatgyártását az Orličan repülőgépgyár végezte)
- MiG–15 (Aero S–102)
- UTI-MiG–15 (Aero CS–102)
- MiG–15bisz (Aero S–103)
- MiG–17 (Aero S–104)
- MiG–19 (Aero S–105)
- MiG–21 (Aero S–106)
- Aero L–29 Delfín
- Aero L–39 Albatros
- Aero L–59 Super Albatros
- Aero L–159 ALCA
- Aero Ae 270 Ibis
- F/A–259 Striker
- L–39 Skyfox